# Titanopsis
Titanopsis (Titanopsis) je rod rostlin z čeledi kosmatcovité. Jsou to sukulentní byliny s přízemní růžicí dužnatých listů s bradavčitým, štítovitým vrcholem. Květy jsou žluté nebo oranžové a téměř přisedlé, plodem je tobolka. Rod zahrnuje 6 druhů a je rozšířen v Jihoafrické republice a Namibii.
Titanopsisy jsou občas pěstovány jako zajímavé sukulenty s dokonalým maskováním. Jejich pěstování není náročné, jsou však světlomilné a velmi suchomilné.

## Popis
Zástupci rodu titanopsis jsou vytrvalé sukulentní byliny, rostoucí v kompaktních trsech, které jsou zanořené do substrátu. Listy jsou vstřícné, ve třech nebo čtyřech párech na vrcholu každé větve. Jsou ploché, lžicovitého tvaru. Konec listu je štítovitý, polokruhovitého tvaru, hustě pokrytý velkými, vystouplými bradavkami. Květy jsou téměř přisedlé, světle žluté až oranžové. Kalich je zakončený 6 laloky. Koruna je složena z většího počtu úzkých lístků. Tyčinek je mnoho a jsou nahuštěny ve středu květu. Plodem je tobolka, uvnitř rozčleněná do 6 komůrek.

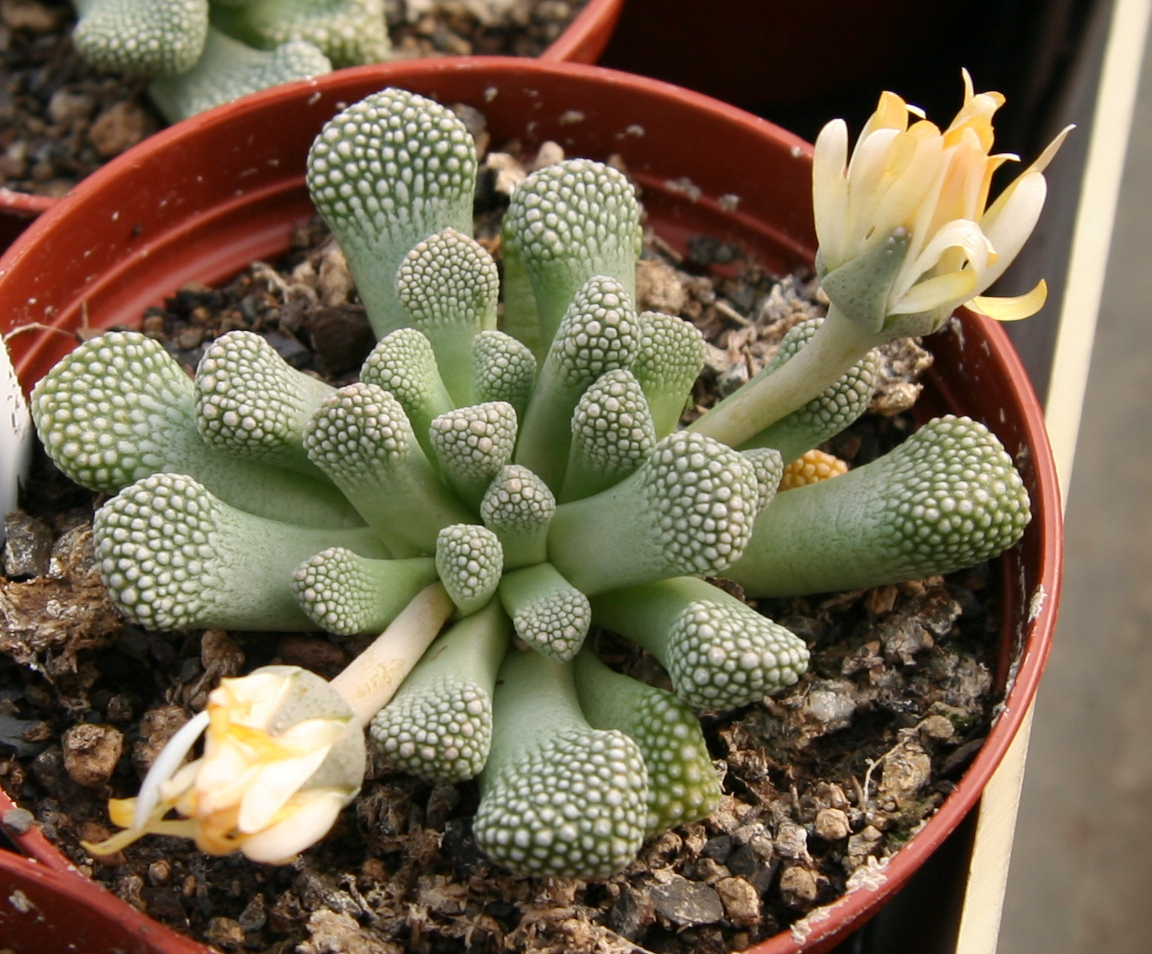
Titanopsis primosii
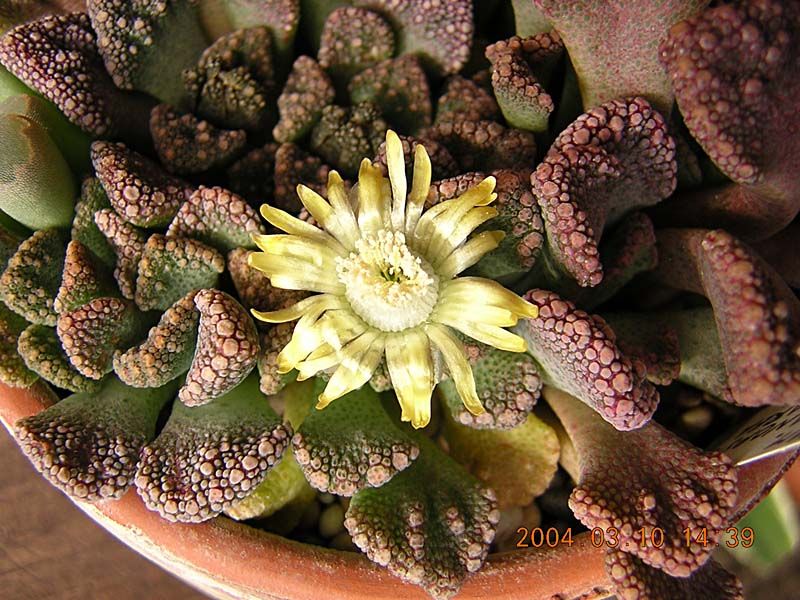
Titanopsis calcarea

## Rozšíření
Rod titanopsis zahrnuje 4 druhy. Je rozšířen v jižní Africe v Jihoafrické republice a Namibii.
Druh Titanopsis hugo-schlechteri se vyskytuje v Severním Kapsku a velmi vzácně i v jižní Namibii, T. schwantesii je endemit jižní Namibie. Druh Titanopsis calcarea je endemit Jihoafrické republiky, kde se vyskytuje v provinciích Severní Kapsko, Severozápadní provincie a Svobodný stát. Druh T. primosii byl popsán jako nový druh v roce 2013 z Jihoafrické republiky, předtím byly tyto rostliny řazeny k druhu T. schwantesii.
Centrum rozšíření v Kapsku je v okolí středního toku Oranžské řeky.
Rostliny se zpravidla vyskytují na pláních a svazích s vápencovým podložím, řidčeji rostou v červené písčité půdě.
Druh T. calcarea se vyskytuje ve východnějších oblastech s hlavním obdobím dešťů v létě.
V oblastech výskytu Titanopsis hugo-schlechteri prší v březnu a listopadu, u Titanopsis schwantesii je období dešťů v zimě.

## Zajímavosti
Titanopsisy nejsou v přírodě vesměs nijak vzácné, jsou však v přírodě velmi nenápadné a je obtížné je nalézt. Bradavčité konce jejich listů, které vyčnívají z povrchu půdy, dokonale splývají s okolním vápencovým štěrkem.

## Taxonomie
Rod Titanopsis je v rámci čeledi Aizoaceae řazen do podčeledi Ruschioideae a tribu Ruschieae. Blízce příbuzným rodem je Aloinopsis.

## Význam a pěstování
Titanopsisy jsou občas pěstovány ve sbírkách sukulentů i jako pokojové rostliny. Nejběžněji je pěstován druh Titanopsis calcarea, který se také pěstuje nejsnadněji. Rostliny nejsou náročné na substrát, stačí jim dobře propustná, lehká, písčitá zemina. Pocházejí vesměs z oblastí s vápencovým podložím, snášejí však i neutrální půdy. Jsou velmi světlomilné. V průběhu celé zimy vyžadují úplné sucho. Při tomto režimu jsou také nejvzhlednější, neboť vytvářejí kompaktní růžice. Vhodné teploty pro zimování se pohybují mezi 10 a 15 °C. Hlavní období růstu je přibližně od května do října. I v tomto období se zalévají jen zřídka a tak, aby voda nekapala na listy. Květy se objevují na podzim. Množí se obvykle semeny. Semenáčky jsou značně citlivé na nadměrnou zálivku. Ve dvou letech již mohou kvést. Snadné je také množení dělením trsů a zakořeňováním jednotlivých listů.